# Melodikus death metal
A melodikus death metal (más néven Melodeath vagy MDM) egy olyan heavy metal stílus, ami az NWOBHM (New Wave Of British Heavy Metal) és a death metal különböző stíluselemeit ötvözi. A mozgalma az 1990-es évek első felében alakult ki, először nagyobb szinten Angliában és Skandináviában. Az utóbbiban különösen sokat tettek az új stílus népszerűsítéséért, aminek ott a központja a svéd Göteborgban volt, ez után Göteborg Metalnak nevezték el. Ezek után az Egyesült Államokban rengeteg zenekart inspirált az új műfaj létrejötte. Ezt követően pedig a műfaj virágzásnak indult.

## Műfaji jellemzők
Amiért a melodikus death metal leginkább két műfaj keveréke, ezért hangszerelésben gyakran ötvözik a két műfajt, de erre a műfajra többnyire a NWOBHM harmonikus és gyors gitárriffjei és a death metal erős, torz gitárhangja, a blast beat gyakori használata és a gyors douple-bass a dobolásnál. Az ének stílusa viszont legtöbbször a két műfaj kombinációja, mivel a kemény, de tiszta előadásmód keveredik a mély torokhangokkal és halálhörgésekkel.

## A műfaj története

### Az1990-es évekeleje és közepe, a stílus eredete
A melodikus death metal népszerűségét az 1990-es évek közepén megjelent In Flames, At the Gates, Dark Tranquillity albumai indították el, de a műfaj létrejöttében kulcsfontosságú szerepet vállalt a brit Carcass zenekar is, ami különleges, egyedi hangzásával rövid időn belül a melodeath irányzat úttörőjévé vált. Az 1993-ban megjelent "Heartwork" névre hallgató albumuk már önálló műfajként kezelte a melodikus death metalt. Másik nagyobb úttörője a stílusnak a svéd At the Gates volt, akik szintén önálló hangzásukkal és egyedi zenéjükkel kerültek a köztudatba, főleg a negyedik albumukkal, a "Slaughter Of The Soul"-lal.

### A '90-es évek vége és a más műfajokra való hatás
Az 1990-es évek végén már a stílus képviselői egyre dallamosabb refrénekre és gitárriffekre támaszkodtak, valamint nagyobb mértékben használták a billentyűs hangszereket is, mint az egyéb death metal zenekarok. A death metal-lal ellentétben a dalszövegek már nem annyira fókuszálnak a halálra, az erőszakra, a horrora vagy a még több vérre. Emiatt a stílus előnyösen hatott a modern metalcore változatosságára, és a leszármazott stílusa, a melodikus metalcore a 2000 utáni években egyre inkább előtérbe került, leginkább az Amerikai Egyesült Államokban.